# Пир Мухаммад Мирза
Пир Мухаммад Мирза, узб. Pir Muhammad Mirzo (ок. 1379 — 8 мая 1409) — принц из династии Тимуридов, сын Умар-шейха и внук великого среднеазиатского завоевателя Тамерлана. В отличие от многих своих родственников, Пир Мухаммад не претендовал на престол после смерти Тимура. Он был убит своими солдатами во время кампании в 1409 году.

## Ранняя жизнь
Пир Мухаммад родился около 1379 года и был старшим сыном Умара-шейха мирзы (1356—1394) от его жены, монгольской принцессы Маликат Ага. Его отец Умар-шейх, старший из четырех сыновей Тимура, скончался в 1394 году, когда Пир Мухаммаду было около пятнадцати лет. Его мать, дочь хана Могулистана Хизр-Ходжи, впоследствии вновь вышла замуж за младшего брата Умара-шейха Шахруха.
После смерти своего отца Пир Мухаммад был назначен на пост губернатора Фарса, который был завоеван у персидской династии Музаффаридов его дедом Тимуром несколькими годами ранее . Однако Пир Мухаммад, по-видимому, заслужил гнев своего деда в это время, будучи дважды наказанным Тимуром за подозрительные проступки. Возможно, именно из-за этих наказаний принц решил занять осторожную позицию в борьбе за престолонаследие после смерти Тимура.

## Война за престолонаследие
Тамерлан скончался в феврале 1405 года, ведя свою армию на восток в поход против Минской империи. Поскольку у него не было однозначно назначенного наследника, между его оставшимися в живых сыновьями и внуками разгорелся спор о престолонаследии. Пир Мухаммад и его младшие братья, Искандар и Рустам, управляли в это время соседними губернаторствами . Однако Пир Мухаммад, которому было двадцать пять лет и который уже давно занимал пост наместника, был самым могущественным среди своих братьев . Ряд региональных городов, таких как Йезд и Эберку, быстро заявили о своей поддержке принца, а некоторые из его советников призвали его добиться одобрения аббасидского халифа в Египте. Однако Пир Мухаммад вместо этого решил заявить о своей поддержке своего дяди Шахруха. Учитывая, что последний также был его отчимом, Пир Мухаммад видел, что он и его братья были обязаны обеспечить свою лояльность. Однако это вассалитет, по-видимому, был только номинальным, поскольку Пир Мухаммад правил как независимый монарх в своих владениях.
Молодой принц начал собирать войска, разбросанные по всему региону. Однако вскоре он был втянут во внутренние распри со своими братьями. Искандар-мирза, недовольный своим губернаторством в Йезде, которое было даровано ему Пир Мухаммадом, вторгся в Керман в 1406—1407 году. Пир Мухаммад выступил против Искандара и захватил его владения, последний бежал к своему брату Рустаму в Исфахан. Пир Мухаммад выступил на Исфахан и начал штурм города и, не сумев захватить его, опустошил окружающую сельскую местность. Рустам и Искандар предприняли ответную атаку на Шираз, столицу Пир Мухаммада, но потерпели неудачу. Рустам-мирза напал на восточные районы Фарса и начал их грабить, подкрепляя свои силы местными эмирами, бросившими его брата. В отместку за это, в 1407-1408 году, Пир Мухаммад повел свою армию в атаку против войск своих братьев. Эти две силы встретились под Гендоманом, где Пир Мухаммад одержал победу. Его братья Искандар и Рустам бежали, Пир Мухаммад сумел заручиться поддержкой большей части армии Рустама, объявив амнистию. Благодаря сочетанию милости и силы он взял под свой контроль бывшую территорию своего брата, прежде чем отправиться в Исфахан. Город не оказал никакого сопротивления его армии, в ответ на что принц вознаградил население, предоставив налоговые льготы. Впоследствии он назначил своего сына Умара-шейха новым губернатором области.

## Смерть и последствия
В отсутствие своих соперников Пир Мухаммад сумел консолидировать свою власть в регионе. В конце концов он примирился с Искандером, который согласился занять подчиненное положение, позже сопровождал его в походе на Керман. Однако во время этой кампании, в ночь на 18 мая 1409 года, Пир Мухаммад был убит в своей палатке группой солдат. Тело принца оставлено нагим без одежды. Зачинщиком нападения был Хусейн Шарбатдар, бывший аптекарь из Шираза, к которому Пир Мухаммад благоволил и возвел в ранг эмира . Он и другие нападавшие также пытались выследить и убить Искандера, но в конечном счете не смогли найти его. Собрав своих союзных эмиров, Шарбатдар затем повел свои войска на Шираз.
Говорили, что Искандар-мирза, находившийся в лагере своего брата, был так расстроен известием об убийстве Пир Мухаммеда, что не смог одеться самостоятельно. Надев только рубашку, шапку и один сапог, принц сел на коня и ускакал в Шираз, где городские власти поклялись ему в верности. Когда войска Шарбатдара подошли к городским воротам, они обнаружили их запертыми. Вскоре в рядах армии Шарбатдара начался мятеж, и к полудню того же дня осталось только пятьдесят всадников, все из которых были быстро схвачены. Шарбатдар и его сообщники были схвачены по приказу Искандара. Сам Шарбатдар, сбривший бороду и брови, был одет в женскую одежду и выставлялся на всеобщее обозрение, прежде чем его расчленили. Его голову держали в Ширазе, а руки и ноги отправляли в разные города.

## Семья

### Жены и наложницы
- Нигяр Ага: дочь Гияса уд-Дина Тархана
- Адиль Султан Ага Караунас, позднее стала женой его брата Байкары
- Ширин Малик

## Дети
От Нигяр-Аги:
- Дарвиш Мухаммад
- Умар-шейх (1398—1429)
- Айлангир
- Салих
- Абу Исхак

От Адил Султан Аги Караунас:
- Джан Кабул

От Ширин Малик:
- дочь (имя неизвестно)

От неназванных матерей:
- Бузанчар (? — 1422)
- Марьям Султан